# 李介车
李介车（？—），男，中华人民共和国政治人物，曾任吉林省人民政府副省长，吉林省人大常委会副主任。